# Distretto di Pa Sang
Il distretto di Pa Sang (in thailandese: ป่าซาง) è un distretto (amphoe) della Thailandia, situato nella provincia di Lamphun.